# Storia di Siracusa in epoca medievale
La storia di Siracusa in epoca medievale comprende un vasto arco di tempo durante il quale la città di Siracusa vide il susseguirsi di varie dinastie. Termina con l'avvento dell'epoca rinascimentale.

## Siracusa medievale

### Periodo arabo
Nel 625 e nel 669 vi furono due distinte spedizioni con navi saracene provenienti da Alessandria d'Egitto che saccheggiarono per un mese la città pur essendo capitale dell'isola. Seguirono altri attacchi nel 728 e nel 740 da parte del principe musulmano Habib. Un nuovo attacco fu portato a Siracusa nel 752.
Nel 827 inizia l'invasione islamica della Sicilia da Mazara del Vallo. Il generale persiano Asad ibn al-Furat sceglie di puntare direttamente verso la capitale della Sicilia, ma ricevette un'ambasciata per chiedere di fermare la sua avanzata a fronte di un tributo. Siracusa così ebbe più tempo per organizzare la propria difesa. Il generale si accamperà presso le latomie di Siracusa con 8 000 uomini iniziando l'assedio che si concluderà con la morte del generale Asad e il ritiro delle armate presso Mineo.
Nel 859 l'imperatore bizantino preoccupato per i continui successi dei musulmani invia 300 navi a Siracusa per rafforzare le difese in Sicilia.
Nel 863, Khafāja ibn Sufyān inviò suo figlio Muḥammad a devastare i sobborghi di Siracusa, ma fu sconfitto dai Bizantini e costretto al ritiro. Nell'estate del 867, Khafaja stesso tornò a devastare i sobborghi della città, stessa cosa fece l'anno successivo. Nel 869 Khafāja oltre a compiere devastazioni pose sotto assedio Siracusa per breve tempo prima di tornare a Palermo dove poco dopo troverà la morte per mano di un soldato berbero.
L'avanzata è inesorabile, nel 872 e 873 la città venne posta sotto assedio da Khafāja b. Sufyān b. Sawdān (o Sawādan), cadendo poi il 21 maggio 878, a oltre mezzo secolo dal primo sbarco e al termine d'un implacabile assedio condotto dal generale Ja'far ibn Muhammad che si concluse col massacro di 5 000 abitanti e con la schiavitù dei sopravvissuti, riscattati solo molti anni più tardi.

#### L'assetto giuridico della città
(Ibn Hamdis (1056-1133), poesia sulla Sicilia.)

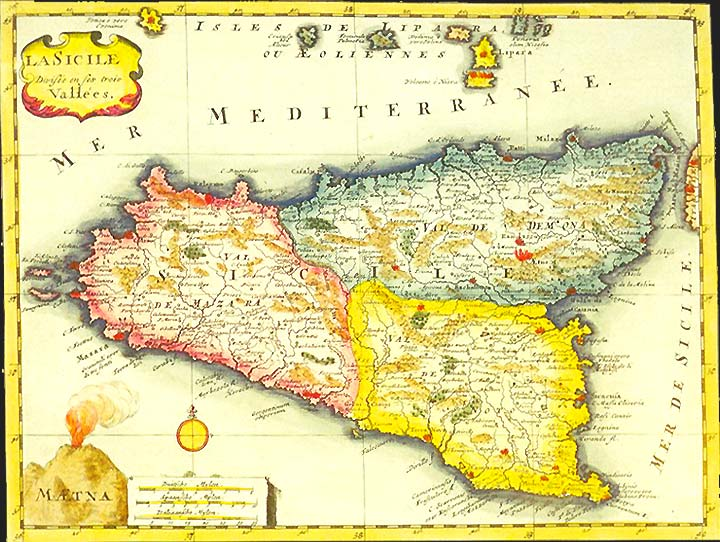
La Sicilia divisa in tre valli: Siracusa fa parte del Val di Noto (in colore giallo)

Ibn Hamdis fu il maggiore esponente della poesia araba siciliana. La sua nascita è contesa tra Siracusa e Noto. Egli venne esiliato durante la conquista normanna di Sicilia e nonostante la lontananza dalla sua terra natia la ricorderà sempre con affetto e rammarico, come in queste strofe, desiderando di tornarci.
Dopo la conquista, la successiva distruzione e la deportazione dei suoi abitanti, Siracusa stette probabilmente per qualche anno in uno stato di torpore, poiché non si ha alcuna notizia nelle fonti storiche. Le informazioni ricominciano non appena gli Arabi si sentirono di avere ben saldo il potere in mano, per cui riprende la vita a Siracusa e con essa anche le notizie su di essa.
Sotto l'aspetto giuridico e amministrativo per prima cosa gli Arabi divisero l'Emirato di Sicilia in tre diversi valli: Val di Mazara; Val Demone e Val di Noto. Siracusa rientrava nel territorio geografico e amministrativo del Val di Noto, del quale era anche il capoluogo.
Un testo arabo del X secolo, attribuito a Ibn al-Šabbat, rende l'immagine di una Siracusa nuovamente fortificata e attiva:
Le città della Sicilia erano divise in vari assetti giuridici: vi erano le città indipendenti, le quali si trovavano per lo più nella parte occidentale dell'isola, vicino a Palermo; poi vi erano le città tributarie, le quali pagavano una tassa agli Arabi e le città vassalle, categoria nella quale sicuramente rientrava Siracusa, poiché comprendeva tutte le città assoggettate dopo la conquista bellica. Inoltre viene nominata, con Catania, città di possessori ovvero la gente del suo territorio poteva mantenere il possesso dei propri beni, pagando un tributo agli Arabi, dunque era città vassalla e tributaria.
La città venne amministrata da un proprio emiro, conosciamo i nomi di alcuni di essi tramite testi storici: vi fu un Brusà nella Siracusa dominata dagli Arabi, il quale mandò a chiamare l'arcivescovo della città per fargli dire ai suoi preti che la smettessero di provocare i guerrieri islamici, poiché convivevano sia i cristiani formati dalla maggior parte dei siracusani e sia gli islamici formati dai governanti conquistatori e dai nuovi coloni venuti in città. Poi vi fu un certo Ebrahim ben Giafar, che combatté contro le armate del bizantino Maniace quando questi proverà a sottrarre Siracusa dalla dominazione araba, inoltre pare che egli sposò la sorella di un noto emiro di Palermo, tale Chbir. Infine sappiamo che uno degli ultimi emiri siracusani fu Ibn al-Timnah, appartenente alla famiglia dell'emirato indipendente siciliano dei Kalbiti; egli diverrà noto per essere stato colui che chiamò in suo aiuto contro altri emiri di Sicilia, i Normanni.

#### La religione e la società
(Michele Amari tratto dal testo di Melchiorre Trigilia)
Secondo l'Amari dunque nella Sicilia orientale, e perciò anche a Siracusa, si mantenne più che altrove la religione cristiana e la lingua greca. Tali affermazioni, che hanno trovato molti pareri discordanti, troverebbero però conferma se si pensa che all'arrivo dei Normanni, Siracusa divenne un loro punto fermo per la riconquista cristiana e inoltre essi chiamavano i cristiani lì presenti greci per distinguerli da loro che arrivavano dalla Normandia e che si facevano chiamare latini.
Gli Arabi permisero ai cristiani di continuare a tenere la loro fede ma fecero di tutto per ostacolarli e scoraggiarli, invitandoli palesemente ad aderire all'islam. Ad esempio sappiamo che le leggi restrittive per i cristiani, e pure per gli ebrei che abitavano in città, prevedevano che portassero dei segni distintivi sui vestiti e sulle case, poi pagavano più tasse degli Arabi e non potevano pregare ad alta voce, né edificare nuove chiese, inoltre dovevano cedere sempre il passo davanti a un musulmano e le donne cristiane, o ebree, non potevano sostare accanto a una donna musulmana; era proibito loro avere cavalli o armi, il servizio militare era loro escluso in quanto concesso solo agli Arabi.
In quel periodo, quasi certamente, il Duomo di Siracusa venne trasformato in moschea. Le mura, dapprima distrutte, ora rivennero edificate e innalzate. A parte l'edificazione del Castello Marieth, qualche iscrizione araba e l'assetto viario di Ortigia, non risultano in Siracusa altre vestigia architettoniche di quel tempo che pure la coinvolse a pieno. Ciò secondo gli storici è dovuto al fatto che, nonostante fosse governata e ormai integrata nella società islamica, Siracusa non visse i fasti di una metropoli araba, né politicamente né socialmente; gli storici come Maccarrone sostengono che i coloni giunti nella parte orientale dell'isola furono troppo pochi e contrastati rispetto ad altre zone siciliane. Ovviamente c'è anche chi smentisce questa tesi sostenendo invece che i musulmani si impegnarono per riempire di nuovi coloni la parte orientale dell'isola, e che se a Siracusa non vi è più rimasta alcuna traccia architettonica di quel tempo ciò è dovuto solo al volere dei Normanni e dei cristiani dell'epoca che si impegnarono per cancellare ogni minima traccia del tempo arabo.

#### Innovazione dei terreni: agricoltura e zucchero

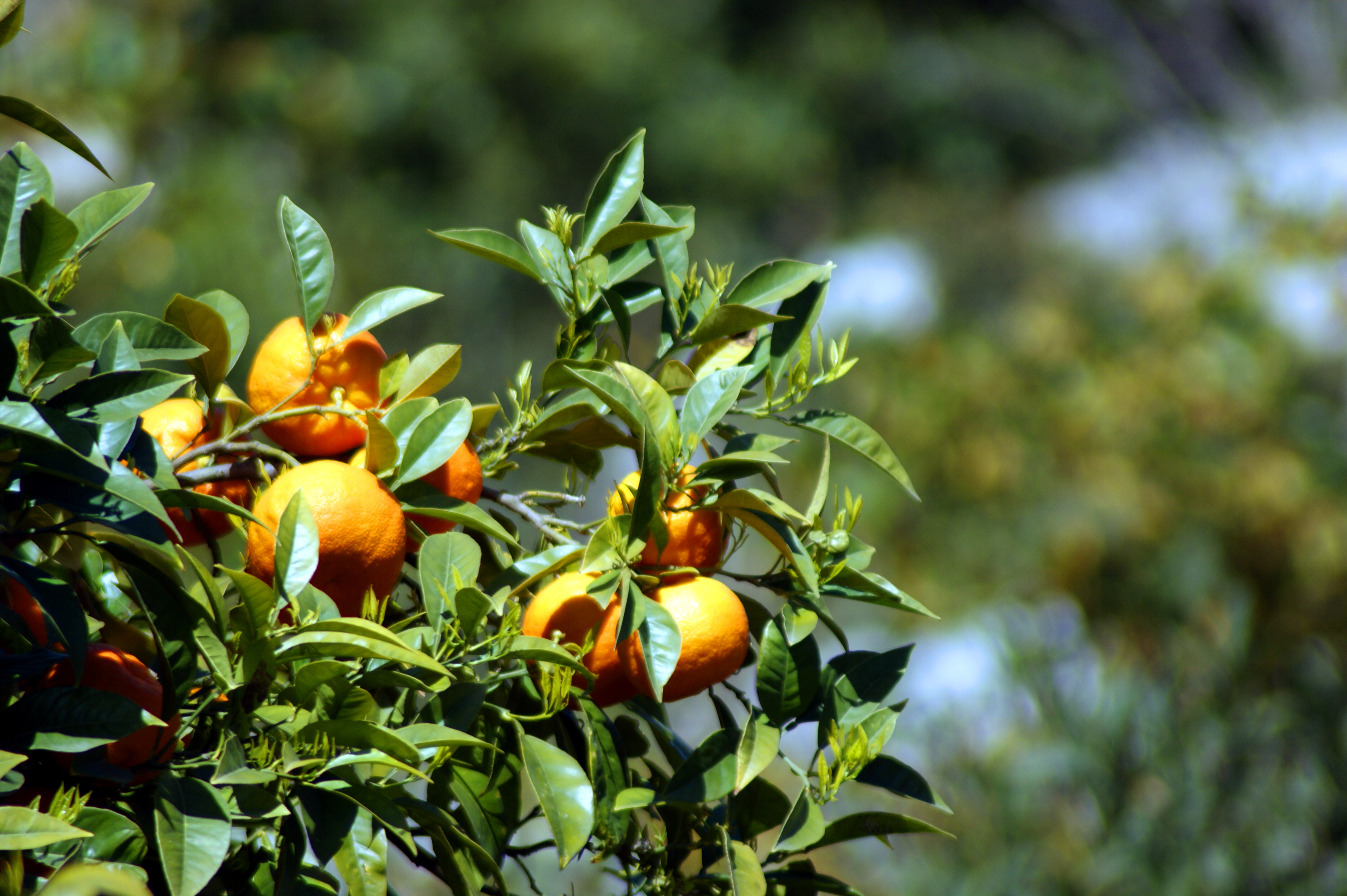
Delle arance selvatiche all'interno della città di Siracusa, presso la Neapolis

Il primo a portare lo zucchero in Europa fu Alessandro Magno che di ritorno dal suo lungo viaggio in Oriente aveva trovato e importato la canna da zucchero destinata nei secoli successivi a sostituire il miele, fino ad allora dolcificante principale. Ma la prima diffusione consistente la si ebbe sotto gli Arabi, loro infatti la importarono e la piantarono in Spagna e in Sicilia. Siracusa fu, insieme a Palermo, il principale centro di coltivazione della canna da zucchero, tanto che vi si può leggere nei libri quanto fiorente divenne il commercio di questo prodotto nelle campagne siracusane. Altra innovazione importata dagli Arabi furono le nuove tecniche di irrigazione dei terreni; ciò comportò una migliore qualità per l'agricoltura, settore essenziale per una terra fertile come quella siciliana. Inoltre vi importarono anche molti dei frutti che oggi crescono in zona: come le arance (برتقال) che nel siracusano hanno trovato uno dei loro punti più caldi e congeniali per crescere, e i limoni (لیمو), frutto di cui Siracusa ne rappresenta tutt'oggi la maggiore produttrice italiana. Oltre ciò gli Arabi importarono altre colture come il cotone (جوسيبيوم), che a Siracusa venne coltivato saltuariamente fino al milleottocento, e poi ancora importarono il riso (رز أسيوي) il quale, come documentano le fonti storiche, venne piantato a Siracusa subito dopo l'arrivo degli Arabi, coltura che continuò fino al millenovecento.
Fu forse tutta questa abbondanza di commerci e coltivazioni che entusiasmò il viaggiatore e geografo arabo Idrisi, il quale, come molta gente orientale, conosceva l'illustre passato di Siracusa ed egli la rivedeva fiorente anche sotto questo periodo. Idrisi ne coglie le sfumature positive e ci fa capire come vedessero i musulmani la Siracusa araba:
(Idrisi e la sua visita alla Siracusa araba)

#### Giorgio Maniace e la riconquista bizantina di Siracusa
Durante il periodo islamico venne a Siracusa il generale bizantino Giorgio Maniace, insieme a un grande esercito costituito da Vichinghi provenienti dalla Scandinavia e dalla Normandia al comando di Harald Hardrate (futuro re di Norvegia), i quali riconquistarono nel 1040 parte della Sicilia orientale. A Siracusa litigò con il fratello dell'imperatore bizantino, Stefano il Calafato, il quale accusò Maniace di voler sottrarre l'impero a Michele IV il Paflagone. Con tale accusa venne richiamato e incarcerato a Costantinopoli. In seguito fu liberato e nominato imperatore dal suo stesso esercito. Ma venne infine ucciso da un suo soldato traditore in Macedonia. A causa delle discordie imperiali dunque, gli Arabi ebbero il tempo di riconquistare Siracusa.
Tra l'altro, durante la sua spedizione siciliana, Maniace si impossessò delle spoglie del corpo di Santa Lucia, la santa patrona dei siracusani, e le portò a Costantinopoli in dono all'imperatore e come prova che egli era riuscito ad entrare in Siracusa e a sottrarla agli Arabi. Da lì poi, il corpo della santa è finito a Venezia, dopo essere stato trasportato dai veneziani al termine dell'assedio e del saccheggio di Costantinopoli nell'ambito delle famigerate crociate sante. Il corpo della santa siracusana si trova ancora oggi nella città lagunare, anche se nel tempo si è fatta strada l'ipotesi che il corpo, anziché a Venezia, si trova in Francia a Metz.

#### Benavert emiro di Siracusa e l'assedio normanno

Possedimenti dei Normanni in Italia meridionale e in Africa a metà del XII secolo

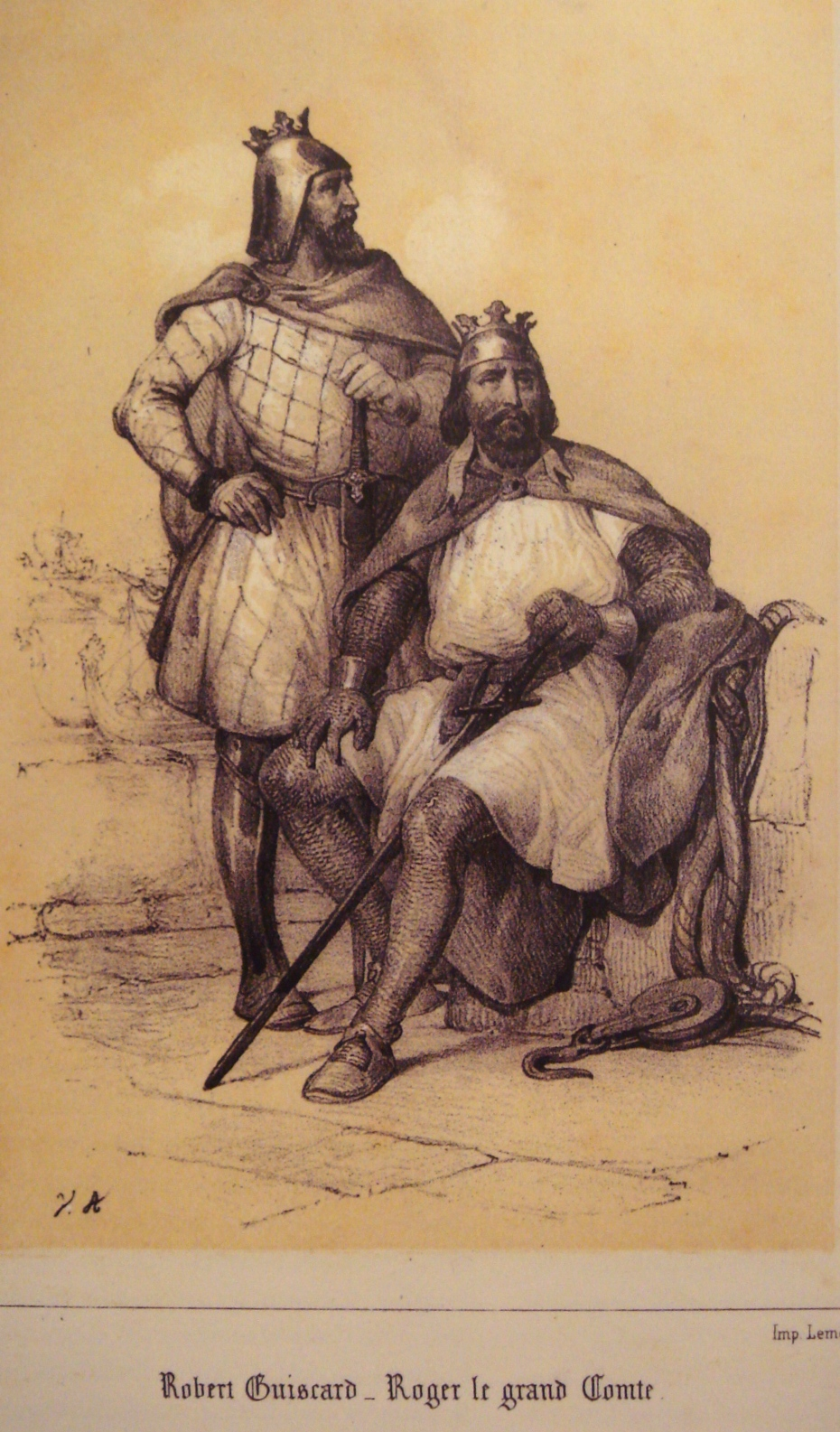
I due fratelli normanni: Roberto e Ruggero, conquistatori di Sicilia.

Dopo varie vicissitudini i Normanni, popolo nordico proveniente dalla Normandia, giunti sull'isola per la prima volta a seguito del generale bizantino Giorgio Maniace, adesso vi si ritrovavano una seconda volta come conquistatori ai comandi degli Altavilla, e nello specifico di Ruggero, figlio del conte Tancredi.
Dopo la dissoluzione dell'Emirato di Sicilia, Ibn at-Timnah, Qadi di Siracusa, era entrato in contrasto con gli altri Qadi di Sicilia; uccidendo il Qadi di Catania, Ibn-al-Meklati, si fece padrone anche di questa città, sposando la vedova del Qadi catanese, la quale però, maltrattata da questi, si rifugiò ad Enna dal fratello. Dunque tra i due cognati si accese una forte lite che divenne guerra. Ibn at-Timnah era ormai potente poiché governava gran parte dei territori orientali della Sicilia e volendo sconfiggere anche il Qadi ennese, Ibn al-ʿAwwās, si rivolse ai Normanni, recandosi nel febbraio del 1061 a Mileto, in Calabria, dove aveva sede il conte Ruggero. Qui domandò il suo aiuto per contrastare l'esercito dei suoi nemici, dicendo al normanno che se fosse intervenuto a suo favore in questa campagna bellica siciliana, egli avrebbe promesso ai Normanni di dividere con essi il dominio sul Val di Noto, Val di Mazara e Val Demone, ovvero sull'intera Sicilia. I Normanni, che avevano già da tempo pensato di estendere la loro signoria sulla Sicilia accettarono l'occasione che offriva loro quell'emiro.
Prese dunque il via la conquista normanna della Sicilia e passarono diversi anni. Nel tempo in cui Ruggero giunse a cingere d'assedio anche la città di Siracusa, la capitale di Sicilia, Palermo, era già caduta in mano normanna e le ultime due roccaforti rimaste ancora in mano araba erano le sole Siracusa e Noto. L'ultimo emiro di Sicilia, Ibn-el-Werd, meglio noto alle cronache come Benavert, era chiamato principe di Siracusa:
Egli perdute tutte le altre città per mano dei guerrieri normanni, si accingeva a difendere il sito siracusano come meglio poteva, poiché in esso vedeva la speranza di mantenere la presenza musulmana in Sicilia. Il conte Ruggero, nel mezzo della guerra che faceva per impadronirsi della città, una notte decise di levare le ancore e di venire egli stesso a Siracusa. Vi giunse e nelle mattinate incrociò una difficile battaglia navale nel porto di Siracusa Benavart volle attaccare direttamente e solamente la nave del conte Ruggero, era infatti egli il suo principale nemico. Così, mentre infuriava la battaglia tra le navi normanne e quelle siracusane, i due si scontrarono, ma accadde che un soldato del conte normanno ferì con un dardo il principe siracusano. Ruggero, spada alla mano, salì sulla nave araba e Benavart venendosi ferito e con il suo maggior nemico così vicino cercò di allontanarsi da lui, compiendo un balzo su una vicina nave, ma indebolito dalla ferita e appesantito dall'armatura cadde in mare e annegò. Morì così uno degli emiri che più valorosamente e più abilmente aveva già altre volte posto in difficoltà Ruggero.
Il conte normanno, rispettando il coraggio dell'emiro siciliano, volle che il suo corpo fosse dalle acque recuperato e spedito per gli onori in Africa dagli Ziriti. Caduto il comandante della difesa siracusana, ben presto gli uomini si sentirono smarriti. L'assedio ciò nonostante durò altri cinque mesi fino a quando la città, stanca, dichiarò la sua resa ai Normanni.
Durante le conquiste normanne i siciliani di origine islamica vennero esiliati, tra questi dei versi del poeta Ibn Hamdis, fanno ben capire la nostalgia con la quale lasciarono la loro patria di nascita:
(Ibn Hamdis, Divano, antologia poetica.)

### L'Arcidiocesi di Siracusa
Nel 768 venne eletto papa un uomo di chiesa siracusano, Stefano III. Al tempo in cui il papa era sempre presente nella politica e decideva le alleanze, le strategie e aveva anche il potere di dichiarare guerra a questa o quella nazione. Purtroppo un tempo triste per la storia della Chiesa. Stefano III viene ricordato per aver intrapreso delle trattative tra franchi e longobardi e per aver cercato di portare Carlo Magno a divenire importante alleato della Chiesa cattolica. Inoltre nel 769 aprì un concilio in Laterano, nel quale venne deciso che il futuro papa dovesse essere scelto solo fra i diaconi ed i presbiteri cardinali e venne confermata la pratica della devozione delle icone.
Inizialmente il vescovo di Palermo era soggetto alla Chiesa siracusana, poiché questa era stata eretta nel periodo bizantino a "sede metropolitana di tutte le chiese di Sicilia". I Normanni, avendo stabilito la loro capitale nel sito palermitano annullarono dunque questa prassi ed eressero il vescovo di quella città a "metropolitano", inoltre anche Messina ebbe il suo vescovo metropolitano nel 1066 per volere del pontefice Alessandro III. Ma Siracusa rimase chiesa indipendente sia dall'uno che dall'altro vescovo e pure in periodo normanno rimase dipendente solo dal pontefice di Roma, infatti l'allora papa Alessandro III nella sua bolla dichiarò:

### La promessa del Barbarossa

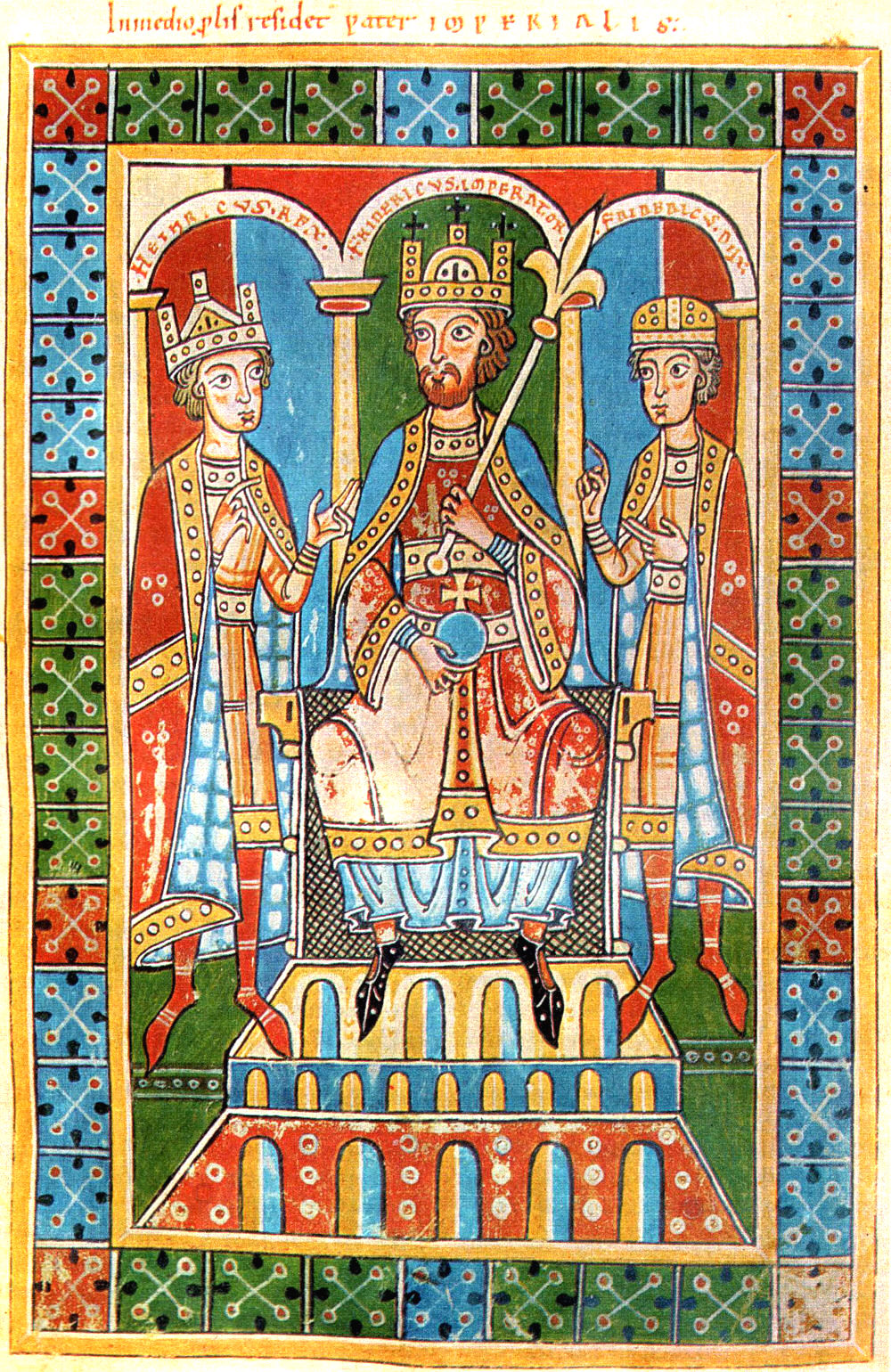
Federico Barbarossa tra i suoi figli, Enrico e Federico

Dopo la morte del conte Tancredi, Siracusa passò forse uno dei suoi momenti più tristi, poiché fu trattata come "premio" o meglio come "dono" da dare in cambio di favori ricevuti, apparentemente senza che nessuno si curasse di domandare alla città sotto quale impero essa volesse stare, cioè venne totalmente ignorata la volontà popolare in favore invece del più forte potere reale feudale che i vari regnanti avevano ormai su di essa.
Accadde che Siracusa doveva essere in quel periodo, nel 1162, sotto la guida politica del conte Simone, nipote di Tancredi d'Altavilla. Quest'ultimo era parente del Barbarossa, ovvero Federico I Hohenstaufen, imperatore del Sacro Romano Impero. E il Barbarossa voleva che la Sicilia entrasse a far parte dei suoi possedimenti imperiali; egli infatti aveva spinto il figlio, Enrico VI di Svevia (o di Hohenstaufen) a prendere in sposa l'erede normanna siciliana, Costanza d'Altavilla, figlia di Ruggero II di Sicilia e zia di Guglielmo il Buono, ultimo re normanno siciliano. Tramite questa parentela egli pretendeva che il trono siciliano passasse nelle mani degli Hohenstaufen, ma il papa e i siciliani non volevano che i germanici prendessero il controllo delle terre siciliane e così elessero un loro re, Tancredi di Sicilia. Ecco che allora il Barbarossa entrò in contrasto con i siciliani e la sede papale, quindi vide in Siracusa, e nella sua contea, la possibilità di sottrarla agli Altavilla e così togliere ai Normanni un loro importante possedimento. Per fare questo si servì dell'aiuto della Repubblica marinara di Genova, in quell'epoca molto potente sui mari. E per attirare i favori dei genovesi fece loro una promessa nella quale era espressamente incluso, come ricompensa per i loro servigi imperiali, il dono del governo di Siracusa; cioè Barbarossa, in quanto parente dei regnanti siciliani, rivendicava il suo potere su Siracusa e decideva di donarla come feudo a chi riteneva più adeguato.
Genova prese molto a cuore questa promessa e armando le sue galee e i suoi uomini venne ad assediare la città aretusea.

#### Pisa contro Genova
È nota storicamente la rivalità tra le due repubbliche marinare; pisana e genovese. Ciò che non è chiaro è invece perché questa rivalità coinvolse anche Siracusa e i suoi abitanti. Infatti i documenti storici non riescono a spiegarci quando e in che modalità Pisa si fosse resa padrona di Siracusa.
È probabile che i pisani siano divenuti signori di Siracusa quando la città si trovava ormai in un forte stato di debolezza bellica, per cui era facile impresa riuscire ad impadronirsene. Inoltre tale indebolimento era dovuto anche al fatto che la Sicilia in quel momento aveva difficoltà politiche; vi era il problema della linea di successione dinastica che, come spiegato precedentemente, aveva attirato i desideri imperiali degli Hohenstaufen, per cui la difesa isolana era in confusione, così come il suo governo.
Ma il Barbarossa, a quanto pare, non volle alla fine mantenere la sua promessa, poiché troviamo scritti nei testi storici genovesi che la Repubblica di Genova dovette prendersi Siracusa con la forza e senza il supporto imperiale, nel 1205. Ma i genovesi si sentivano in diritto verso i siracusani, poiché i liguri avevano mantenuta la parola data all'imperatore germanico di aiutare suo figlio, Enrico VI a giungere in Sicilia per sposare Costanza d'Altavilla, quindi ora, con o senza permesso, la città di Siracusa gli apparteneva e la fecero diventare un loro feudo repubblicano. Dopo aver scacciato i pisani, vi misero come governatore un genovese ammiraglio di nome Alamanno da Costa, nominandolo "conte di Siracusa"; egli era noto alle cronache col soprannome di principe dei pirati. Ma Pisa non si era rassegnata dal perdere la città aretusea e così venne in forze nel mare di Siracusa a dar battaglia contro le navi genovesi. Ne scaturì una violenta guerra che durò circa tre mesi.
Il loro comandante fu il conte Ranieri che insieme ad altri toscani venne a battagliare. Da Messina giunse nel porto siracusano anche il conte Enrico di Malta che aiutò i genovesi contro la Repubblica di Pisa. Si fronteggiarono e con la perdita di molte vite umane e molte navi, alla fine i pisani ebbero la peggio e dovettero rinunciare alla conquista di Siracusa, città che così rimaneva in mano genovese.

### Periodo svevo-normanno

#### Il governo genovese e la crescita di Federico II

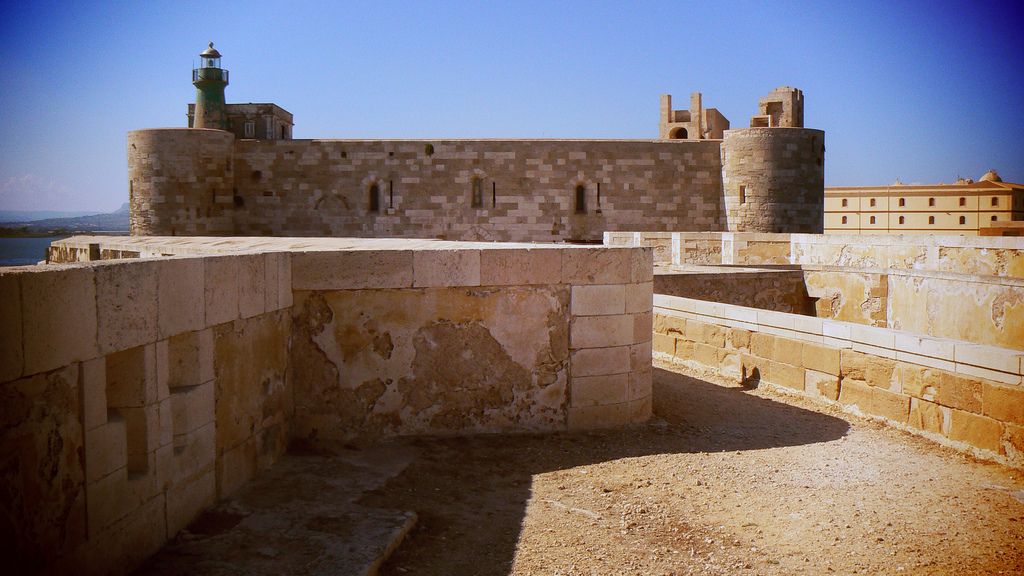
Il Castello Maniace di Siracusa costruito da Federico II

Genova governò Siracusa come fosse un suo feudo per quindici anni. Ma questa situazione non poteva essere normale, poiché Siracusa era una città appartenente al regno di Sicilia e in quel momento era la sola strappata a questa realtà e unita giuridicamente ad una repubblica marinara distante da essa, desiderosa di commercio e potere, poiché alcuni storici genovesi sono anch'essi del parere che togliendo Siracusa alla Sicilia e avendo favorito il Barbarossa, Genova aveva messo fine ad una politica di alleanza e di amicizia con i siciliani, preferendo piuttosto l'ambizione alla collaborazione. Scrive infatti lo storico Dino Puncuh nel suo libro dedicato alla repubblica marinara genovese:
Dunque un tradimento dei genovesi. Inoltre essi stessi sapevano che Siracusa non poteva dirsi un "normale" feudo, poiché la sua storia impediva di dire ciò:
Intenso commercio, colonizzazione terriera all'interno della provincia siracusana, approdo eccellente per spingersi fino al Levante. Siracusa fu questo per Genova. Ma, mentre i genovesi approfittavano della debolezza politica siciliana, un re, che sarebbe divenuto presto noto, già incoronato re di Sicilia a soli quattro anni, stava crescendo a Palermo, sotto la tutela del papa, si trattava di Federico II di Svevia, erede sia normanno che germanico in quanto figlio di Costanza d'Altavilla e Enrico Vi di Hohenstaufen. Il piccolo Federico inizialmente non poteva occuparsi della politica, per questo in Sicilia regnò per qualche anno l'instabilità, ma quando iniziò a crescere e ad avere la sua formazione, pretese di riavere indietro tutti i suoi territori, per questo volle recuperare anche Siracusa, dichiarando espulso il conte genovese Alamanno da Costa e riportando così la città aretusea sotto l'assetto giuridico del regno di Sicilia.
Genova non la prese bene, anzi, da quel momento iniziarono i gravi contrasti tra i genovesi e Federico II, poiché essi si videro in un sol colpo togliere tutti quei privilegi che invece il nonno di Federico, Barbarossa, aveva loro concesso. Da Messina a Malta, la Sicilia adesso era in età federiciana.

#### Federico e Siracusa

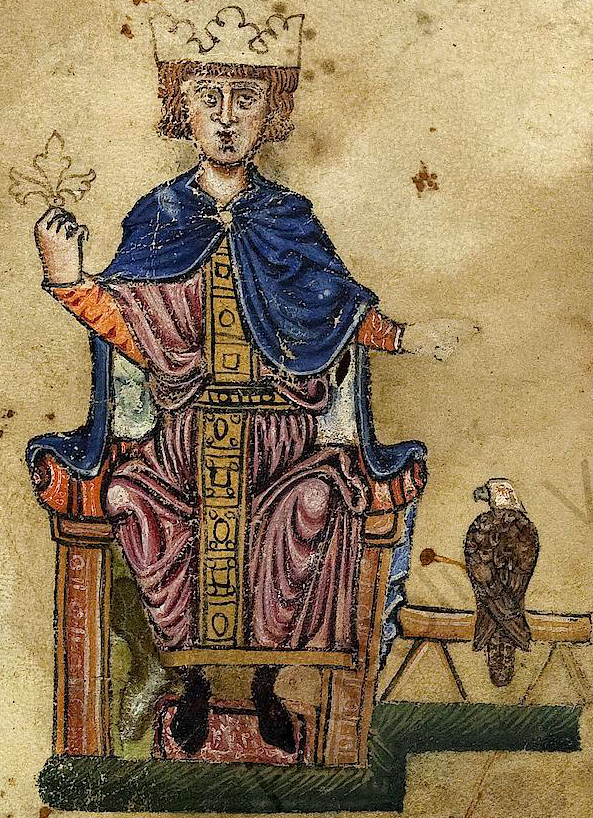
Federico II e la sua aquila

Siracusa ebbe un rapporto particolare con il nuovo re e prossimo imperatore, Federico II. Egli infatti, pur essendo cresciuto a Palermo e pur avendo girato moltissime terre, scelse Siracusa diverse volte per i suoi proclami reali e qui risiedette in cinque occasioni ufficiali, onorando, è il caso di dire, la cittadina. 
- 1220

La sua prima venuta a Siracusa invece è databile nel 1220 quando, appena divenuto imperatore del Sacro Romano Impero, rilasciò un diploma per l'ordine dei cistercensi di Santa Maria di Roccadia, ad Agnone Bagni. Quel diploma fu molto importante poiché era la prima volta che un sovrano dichiarava il suo appoggio ad un ordine religioso che prevedeva una gerarchia di tipo statale e il lavoro sui campi.
- 1223

La sua seconda visita fu nel 1224, quando per l'occasione concesse un privilegio ad Alberto di Milo, insignito per i buoni servizi capitano in caso bellico per Trapani e Monte San Giuliano.
- 1224

Nell'anno 1224 Federico rimase a Siracusa per tutta l'estate. Da qui promulgò il decreto che sanciva la nascita della prima università laica italiana, ovvero quella di Napoli; la prima nella quale si insegnavano tutte le discipline. Inoltre riorganizzò la scuola medica di Salerno, portando a 5 gli anni di studio necessari. Quello stesso anno rilasciò anche altri diplomi religiosi.
- 1232

La sua ultima visita in città fu nel 1232, quando vi tenne in città un parlamento; tra le leggi che varò in quella seduta, vi si menziona anche quella che vietava il matrimonio tra siciliani e stranieri senza l'espresso consenso del principe. Fu questo l'anno dell'edificazione del Castello Maniace.
Durante le sue visite Federico risiedette al Castello Marith, di epoca araba. Nell'epoca federiciana altre date sono importanti per la città: nel 1234 Federico II nomina Siracusa sua urbs fidelissima; quello stesso anno nomina lui stesso come governatore della città Pietro Piedilepre; l'ultimo ricordo federiciano siracusano è del 1247-48 quando Federico interviene per rivendicare alcuni diritti derivati da terre dell'agro siracusano e lentinese.

### Angioini e libero comune
Seguirono gli Angioini e la rivolta dei Vespri Siciliani, durante i quali la città si dichiarò libero comune. Il governatore angioino, Clemon de Remis, attuò un severo regime, per cui il popolo si ribellò e si autogovernò, eleggendo come propri governatori Luigi Callari e Calcerano Selvaggi, affiancati da sei rettori: Leandro Mulotta, Galatino Oliva, Perrello De Modica, Enrico Manuello, Corrado d'Arizzi e Guglielmo Danieli, fino all'avvento degli Aragonesi.

### Periodo Spagnolo
Dopo la morte di Federico II, segue il breve regno di Manfredi, fino al 1266, quando con la sconfitta di quest'ultimo a Benevento, la città passa con il resto della Sicilia a Carlo d'Angiò. Nel 1282, nel contesto della rivolta dei Vespri Siciliani, i Siracusani cacciano gli Angioini dalla città e si ergono a libero comune, eleggendo a propri governatori Luigi Callari e Calcerano Selvaggi. L'intervento di Pietro III d'Aragona pone inizio alla dominazione aragonese dell'isola. Sorgono svariati palazzi nobiliari con i nomi delle rispettabili famiglie: Abela, Chiaramonte, Nava, Montalto. La città riacquista un po' di lustro con l'istituzione, nel 1361, della Camera Reginale (una sorta di stato dentro lo stato) e la presenza della regina Costanza.
Con una delle sue regine, Bianca I di Navarra, chiamata dalla storiografia siciliana “la regina Bianca”, Siracusa si ritrovò assediata dall'esercito del gran giustiziere di Sicilia, Bernardo Cabrera, che voleva impadronirsi dell'isola, sottraendola alla regina.
Bianca, riparatasi su di una torre in città, venne difesa dai Siracusani, i quali riuscirono a sconfiggere l'esercito del Cabrera. La regina donò loro, in segno di riconoscimento, il suo stemma: la torre merlata che i Siracusani impressero all'interno della figura dell'aquila, a simboleggiare la fortezza rappresentata dalla città, dando così origine allo stemma comunale che tutt'oggi rimane immutato.